# Journey's End
"Journey's End" (KBS 더빙판: 여행의 끝)는 영국의 SF 드라마 닥터 후 시즌 4의 열세번째이자 마지막 에피소드이다. 2008년 7월 5일 BBC One에서 처음 방송되었다. 앞서 6월 28일 방영된 "The Stolen Earth"와 이어지는 이야기 가운데 제2부에 해당되며, 스핀오프 드라마인 토치우드와 사라 제인 어드벤처와 크로스오버로 제작되었다. 총 길이는 65분으로 시즌 4의 다른 에피소드보다 약 20분 더 길었다. 도나 노블 역의 캐서린 테이트를 비롯, 프로듀서 러셀 T 데이비스 체제에 소개되었던 닥터의 정규 동행자들이 전부 출연하는 마지막 에피소드가 되었다.
에피소드의 줄거리는 '현실 폭탄'으로 우주를 파괴하려는 달렉의 음모에 맞서기 위해 10대 닥터 (데이비드 테넌트)와 옛 동행자들이 힘을 합친다는 이야기이다.
"Journey's End"는 대체로 긍정적인 평가를 받았지만 일각에서는 이전 에피소드인 "The Stolen Earth"보다 더 아쉽다는 평가가 내려지기도 했다.

## 줄거리
타디스 안에서 재생성을 시작한 10대 닥터. 그러던 어느 순간 재생성 에너지를 자신의 잘린 손에 쏟아붓고 변신을 멈춘다. 알고 보니 재생성 에너지로 닥터의 몸을 치료하는 데에만 쓰고 외모는 변하지 않은 것이었다. 달렉의 침입으로부터 죽을 위기를 맞이한 그웬 쿠퍼와 얀토 존스는 시간 잠금 장치가 작동하면서 안전한 상태가 되고, 똑같이 길가의 달렉에게 죽을 위기에 처했던 사라 제인 스미스는 로즈 타일러의 전 남자친구 미키 스미스와 엄마 재키 타일러의 등장으로 위기에서 벗어난다.
달렉들은 타디스를 사로잡아 크루사이드 함선으로 이송한다. 사라 제인, 미키, 재키도 함선에 올라타기 위해 달렉에게 항복해 잡혀간다. 타디스 안에 도나 노블이 갇혀 있는 상황에서 수프림 달렉은 타디스의 파괴를 명한다. 용암 속에 빠져 사라지던 찰나, 도나는 잘린 손에서 에너지가 빛나는 것을 보고 건드린다. 그 순간 재생성 에너지가 도나를 감싸더니 잘린 손으로부터 온전한 인체가 자라나, 복제된 모습의 닥터로 도나 앞에 나타난다. 복제된 닥터는 타디스를 조종해 파괴의 위기에서 벗어난다.
달렉 종족의 창시자 다브로스는 행성들을 제자리에서 훔친 이유가 다름아닌 모든 우주의 온 물질을 파괴할 '현실 폭탄'을 만들기 위해서라고 밝힌다. 폭탄 작동을 막기 위해 마사 존스는 지구를 파괴해 버리겠다고 협박하고, 이에 질세라 사라제인, 미키, 재키, 캡틴 잭은 숨겨온 소형 폭탄으로 크루사이드함을 파괴하겠다는 협박을 날린다. 그러나 다브로스가 닥터의 주변에서 벌어졌던 죽음과 그로 인한 닥터의 죄책감을 건드리며 시간을 버는 사이, 수프림 달렉이 마사와 사라제인 일행을 전부 투명막 속으로 가둬 버린다.
현실 폭탄의 가동을 명령한 그 순간 복제된 닥터와 도나가 타디스를 타고 크루사이드함에 도착한다. 두 사람은 무기를 사용해 달렉을 날려버리려고 하지만, 다브로스가 나서 두 사람을 감전시켜 쓰러뜨린다. 이제는 모든 희망이 사라진 듯한 그 때, 도나는 복제 닥터가 만들어지는 동안 자신을 휘감았던 재생성 에너지로부터 타임로드의 지식을 습득한 상태였고, '닥터 도나'가 되어 현실폭탄과 달렉들을 순식간에 무력화시켜 버린다. 두 명의 닥터와 도나는 사라진 행성들을 원래대로 되돌려 놓지만, 마지막으로 지구를 되돌려 놓으려다 제어판이 파괴되어 버린다. 달렉 칸은 달렉이 멸종할 것이라는 마지막 예언을 밝히고, 그에 자극받은 복제 닥터가 나서 달렉과 크루사이드호를 파괴한다. 원래 닥터는 다브로스에게 함께 탈출하자는 제안을 해 보지만 다브로스는 거절과 함께 저주의 말을 퍼붓는다. 함선에서 타디스로 빠져나온 두 닥터와 동행자들은 카디프에 열린 시간의 틈새를 '견인용 밧줄'로 삼아 지구를 원래 궤도로 끌어당겨 놓는다.
지구가 원래대로 돌아오자 닥터는 오랜만에 만난 친구들과 하나둘씩 작별인사를 나눈다. 사라 제인은 집으로 돌아가고, 마사와 미키는 캡틴 잭을 따라간다. 닥터는 로즈와 재키를 원래 갇혀 있던 평행우주로 돌려보낸다. 복제된 닥터는 로즈의 곁에 남기는데, 반은 인간이고 언젠가는 늙어 죽게 될 운명이었다. 닥터는 로즈와 헤어지던 그날 자신이 전하지 못한 말을 대신 해 주고 키스를 나누는 복제 닥터를 조용히 지켜본다. 마지막으로 도나는 닥터와 더 새로운 여정에 나서려고 하지만, 본래 인간의 몸으로 타임로드의 방대한 지식을 버틸 수 없었던 바람에 조금씩 제정신을 잃어간다. 닥터는 도나의 애원에도 불구하고, 결국 도나의 목숨을 살리기 위해 머릿속의 기억과 지식을 깨끗이 비워버린다. 정신을 잃은 도나를 집에 데려다준 닥터는 도나 엄마와 할아버지에게 도나가 자신을 기억하는 순간 다시 잘못되어 죽을 것이라고 경고하고, 나 홀로 떠나겠다는 말을 남긴다.

### 다른 에피소드와의 연관성
이 에피소드는 러셀 T 데이비스가 뉴 시즌의 총괄프로듀서를 맡게 된 이래 제작된 4개 시즌을 총정리하는 이야기를 담고 있다. 복제 닥터가 탄생하는 계기를 만든 '닥터의 손'은 2006년 크리스마스 특집 "The Christmas Invasion"에서 시코락스와의 진검승부 가운데 잘려나간 손이다. 다브로스가 사라 제인 스미스와 대면했을 때에는 스카로 행성에 가 있었다는 이야기를 하는데 올드 시즌 시절 에피소드인 <Genesis of the Daleks>에서 소개된 사건을 가리킨다.
로즈가 닥터와 헤어지면서 당신을 사랑한다고 말했을 때 닥터의 대답은 로즈에게만 전해지고 시청자는 들을 수 없는 것으로 연출됐다. 이러한 연출은 2006년 시즌2 마지막화 "Doomsday"에서 닥터와 로즈가 마지막 대화를 나눌 때에도 닥터 쪽의 통신이 끊기는 바람에 말할 수 없었던 연출과 비슷한데, 각본을 맡은 데이비스가 의도적으로 모호하게 처리했다는 후문이다. 총괄 프로듀서 줄리 가드너는 "Doomsday"의 코멘터리와 "Journey's End"의 닥터 후 컨피덴셜 (제작비화 프로그램)에서 닥터가 로즈의 사랑에 보답했다는 정답을 공개했다.
지구가 원래 궤도로 돌아갈 때 삽입된 웅장한 합창곡은 시즌4 "Planet of the Ood"의 결말부에서 우드 종족이 해방되었을 때에도 삽입되었다. 곡의 제목은 "Song of Freedom"이며 시즌 4 사운드 트랙에 수록되었다.

## 참조주
1. ↑  크레딧에는 '바니 에드워즈' (Barney Edwards)라고 잘못 표기됐다.
2. ↑  이때 등장하는 닥터의 잘린 손은 2005년 크리스마스 스페셜 "The Christmas Invasion"에서 잘렸던 손이다.